# Jüngstberg
Der Jüngstberg ist ein 491,1 m hoher Berg im südlichen Pfälzerwald. Er liegt im rheinland-pfälzischen Landkreis Südwestpfalz im Dahner Felsenland, das zum Wasgau gehört, der vom Südteil des Pfälzerwalds gebildet wird. Der Berg ist vollständig bewaldet. Am Gipfel befindet sich ein langgestrecktes Felsenband, an dessen Westseite der Kanzelfelsen mit einer Aussichtsplattform ausgebaut ist. Der Kanzelfelsen ist als Naturdenkmal ND-7340-306 im Gemeindegebiet von Bundenthal ausgewiesen. Am Berg finden sich noch weitere Buntsandsteinformationen, wie der Kastell-Felsen am Südhang.

## Lage
Der Jüngstberg ist mit einer Höhe knapp unter 500 Meter Höhe die höchste Erhebung in einem Gebirgsareal des Wasgau, welches im Süden und Westen durch das Tal der Wieslauter, im Osten vom Tal der Erlenbachs und im Norden durch das Tal von Busenberg begrenzt wird. Da die umliegenden Erhebungen wie der Heidenberg (419,6 m), der Bremmelsberg (373 m), der Drachenfels (340,5 m), die Fladensteine (336 m) oder die Geiersteine (308,9 m) wesentlich niedriger sind, kann der Berg in der Umgebung als durchaus markant wahrgenommen werden. Der Jüngstberg liegt an der nördlichen Grenze der Gemarkung der Gemeinde Bundenthal. Am Nordhang verläuft etwa 250 Meter vom Gipfel entfernt die Gemarkungsgrenze zu Bruchweiler-Bärenbach. Hier setzt sich ein kleiner Bergrücken mit der Knurrenhalde bis zu den Geiersteinen fort.

## Zugang und Wandern

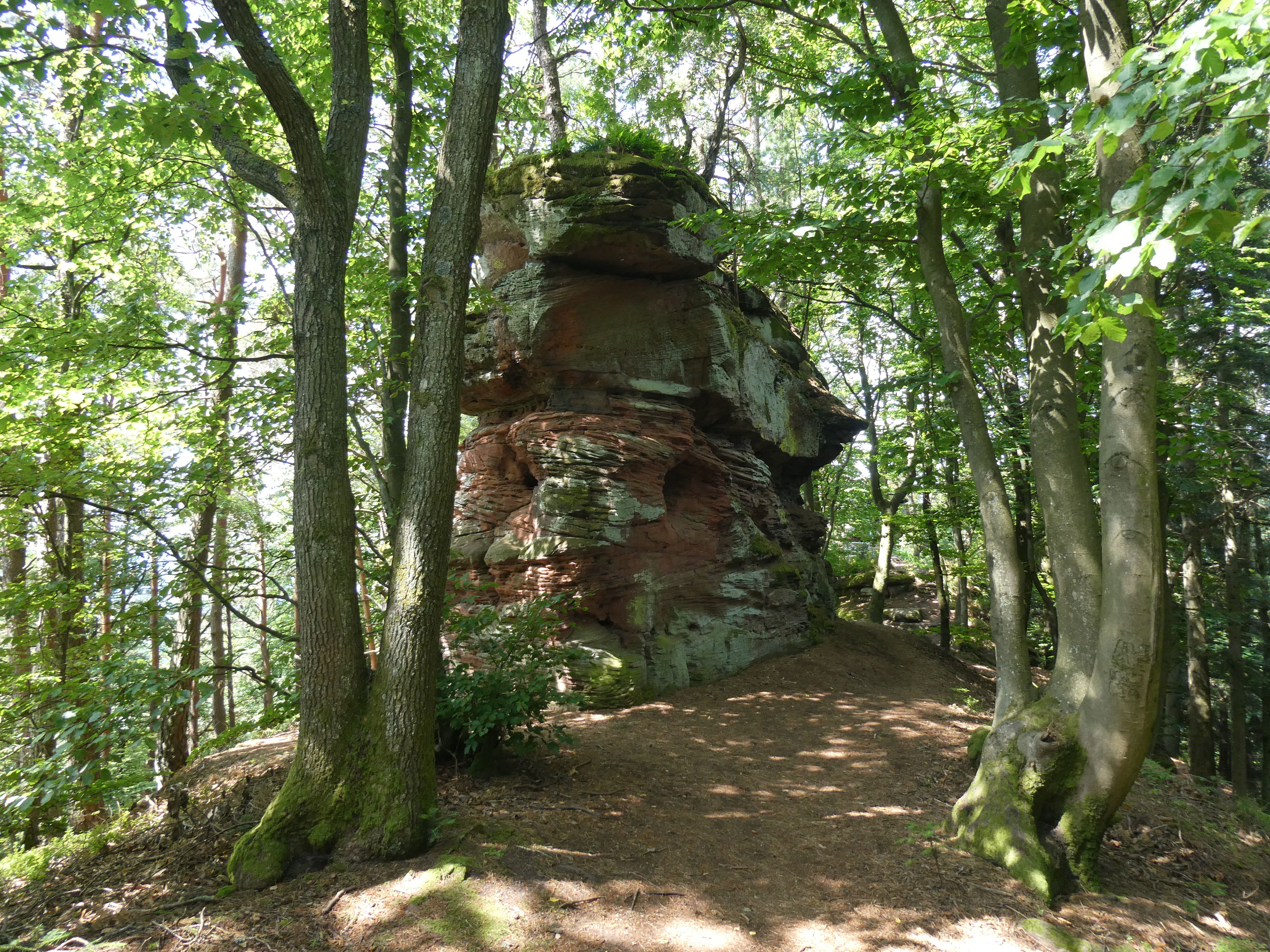
Gipfelfelsen

Der Berg liegt im Wandergebiet Dahner Felsenland und ist über Wanderwege gut erschlossen. Der kürzeste Aufstieg kann von Bruchweiler-Bärenbach vom Wanderparkplatz am Friedhof innerhalb einer Stunde erfolgen. Alternativ ist ein Zugang auch vom Wandererparkplatz an der Drachenfelshütte möglich. Mit dem Bären-Steig führt ein markierter lokaler Wanderweg über den Berg, der neben dem Gipfelfels weitere Aussichtspunkte und Sehenswürdigkeiten am Berg und in der nahen Umgebung, wie den Schuhfels, den Drachenfelsblick, die Burgruine Drachenfels und die Geiersteine berücksichtigt.